# Zebra kvaga
Zebra kvaga (Equus quagga quagga), někdy také zebra kvagga, nebo zebra stepní je druh nebo poddruh zebry vyhubený v 19. století. Od příbuzných zeber se lišila především zbarvením – typické pruhy měla jen na hlavě a krku, téměř bílé nohy a na trupu hnědou srst.

## Zbarvení

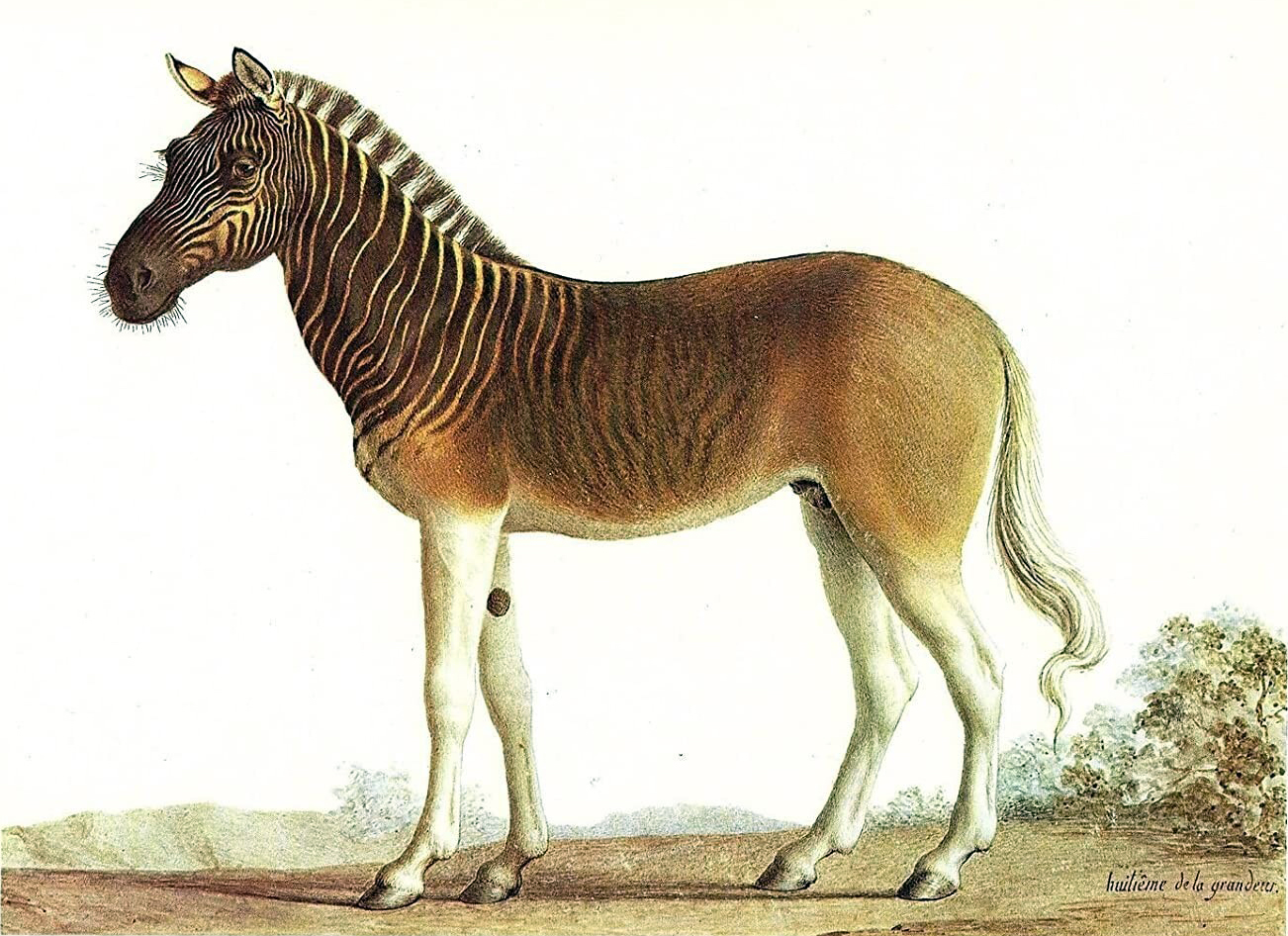
Plemenný hřebec kvaga ve zvěřinci ve Versailles patřil Ludvíkovi XVI. (Vodové barvy na pergamenu, Nicolas Marechal, Paříž, 1793.)

Velmi častou otázkou týkající se tohoto poddruhu zebry je, proč měla tak neobvyklé, pro zebry netypické zbarvení. Pravděpodobně se vyskytovala v oblasti, kde nežily ani mouchy Tse-tse, ani mnoho šelem, jako jsou lvi. Předpokládá se, že tudíž nepotřebovala pruhy, které by byly v hnědém křoví až příliš viditelné.

## Původ jména
Jméno kvaga je psáno různě (kvagga, kwaga, quagga…) podle konkrétního jazyka. Jde o přepis výrazu, jímž zebru označovali Khoikhoiové. Údajně napodobuje hlas zebry. Písmeno g uprostřed se má správně vyslovovat jako ch.

## Příčiny vyhynutí

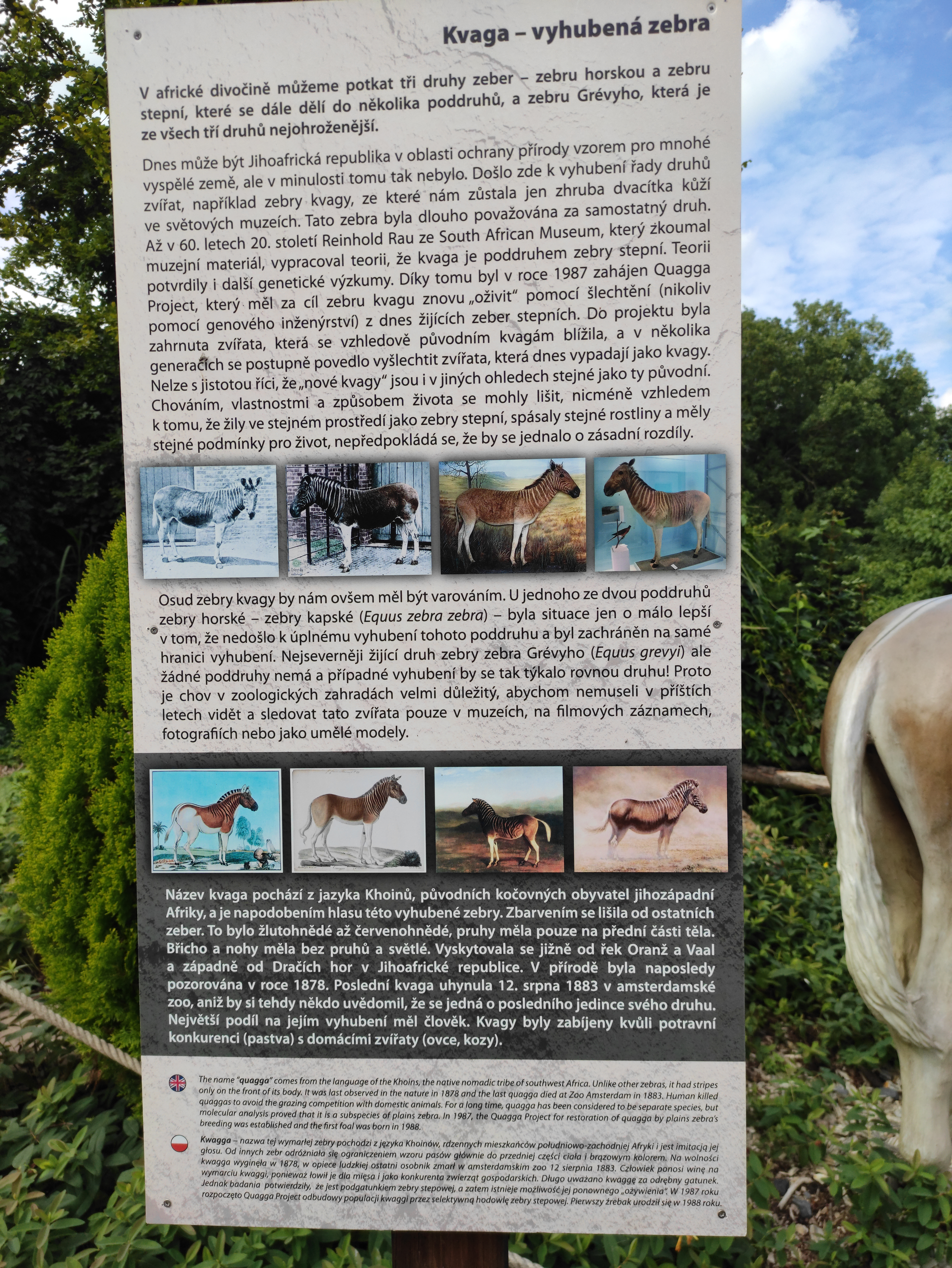
informační tabule v Zoologické zahradě a botanickém parku Ostrava

Ještě na počátku 19. století žila kvaga ve velikých stádech na horním toku řeky Orange v jižní Africe. Jihoafričtí Búrové a další Evropané je však začali hromadně vybíjet. Například H. Lichteinstein, který roku 1804 doprovázel s celým vojskem guvernéra po jižní Africe, zapsal do svého deníku: Dnes jich bylo složeno víc, než mohla naše početná společnost zkonzumovat. Vybíjení postupovalo tak rychle, že zoologové ani nestačili zareagovat a vytvořit v zajetí chovná stáda. V roce 1878 byla zastřelena poslední kvaga ve volné přírodě. Kusy chované v různých zoo byly většinou staré a neschopné rozmnožování, a tak poslední zvíře svého druhu pošlo 12. srpna 1883 v amsterdamské zoologické zahradě.
Jediné, co se po kvagách zachovalo do dnešních dnů, jsou tři fotografie, devatenáct kůží a několik lebek. Patří mezi nejvzácnější exponáty muzeí.

## Obnovení druhu
V únoru 2016 tým vědců, kteří navazovali na práci Reinholda Raua, oznámil, že se jim podařilo vyšlechtit zebru, která se vzhledem podobá právě druhu zebra kvaga. Šlechtění probíhalo více než třicet let a současná pátá generace je oproti původním kvagám téměř k nerozeznání. Samotný projekt ale mezi vědci budí kontroverze a není jasné, zda se v budoucnu podaří vysadit kvagy v přírodě a udržet jejich populace stabilními.

## Vědecká klasifikace
Systematické zařazení zebry kvaga je problematické. Neví se přesně, zda šlo o druh nebo poddruh. Výzkumy z roku 2004 naznačují spíše poddruh.
Pokud je zebra kvaga druh, tak platí:
- † zebra kvaga – Equus quagga Boddaert, 1785
- zebra stepní – Equus burchellii (Gray, 1824), dříve: Equus quagga.

Pokud je zebra kvaga poddruh, tak platí:
- zebra kvaga (synonymum: zebra stepní) – Equus quagga Boddaert, 1785
  - † zebra kvaga – Equus quagga quagga Boddaert, 1785
  - zebra Burchelova – Equus quagga burchelli (Gray, 1824) – uvádělo se, že také vyhynula, ale vyhynula pouze lokální populace
  - zebra Chapmannova – E. quagga chapmanni Layard, 1865
  - zebra Crawshaiova – E. quagga crawshayi de Winton, 1897
  - zebra Böhmova – E. quagga boehmi Matschie, 1892
  - zebra bezhřívá - Equus quagga borensis

Dále jsou uváděny další poddruhy (dnes neuznávané?):
- - Equus quagga isabella (Ziccardi, 1958)
  - zebra zambezská – E. quagga zambeziensis Pražák, 1898
  - zebra damarská – E. quagga antiquorum (Smith, 1841)